# Anthracini
Anthracini – plemię muchówek z rodziny bujankowatych i podrodziny Anthracinae.
Muchówki te osiągają od 4 do 20 mm długości ciała. W ich ubarwieniu najczęściej dominuje matowa lub lekko błyszcząca czerń. Głowa jest duża, wyposażona w krótki i składany aparat gębowy. Oczy złożone są nerkowate, wskutek wycięcia na tylnych ich brzegach. Czułki są szeroko rozstawione, ich człony pierwszy i drugi są krótkie, trzeci zaś bulwiasty lub stożkowaty, zwieńczony aristą. Skrzydło ma dwie lub trzy komórki submarginalne. Odwłok jest spłaszczony grzbietowo-brzusznie. Genitalia samca są duże i symetryczne.
Do plemienia tego zalicza się 9 znanych rodzajów:
- Anthrax Scopoli, 1763 – czart
- Brachyanax Evenhuis, 1981
- Dicranoclista Bezzi, 1924
- Satyramoeba Sack, 1909
- Spogostylum Macquart, 1840
- Thraxan Yeates & Lambkin, 1998
- Turkmeniella Paramonov, 1940
- Walkeromyia Paramonov, 1934
- Xenox Evenhuis, 1985